# Kraftwerk Ingolstadt

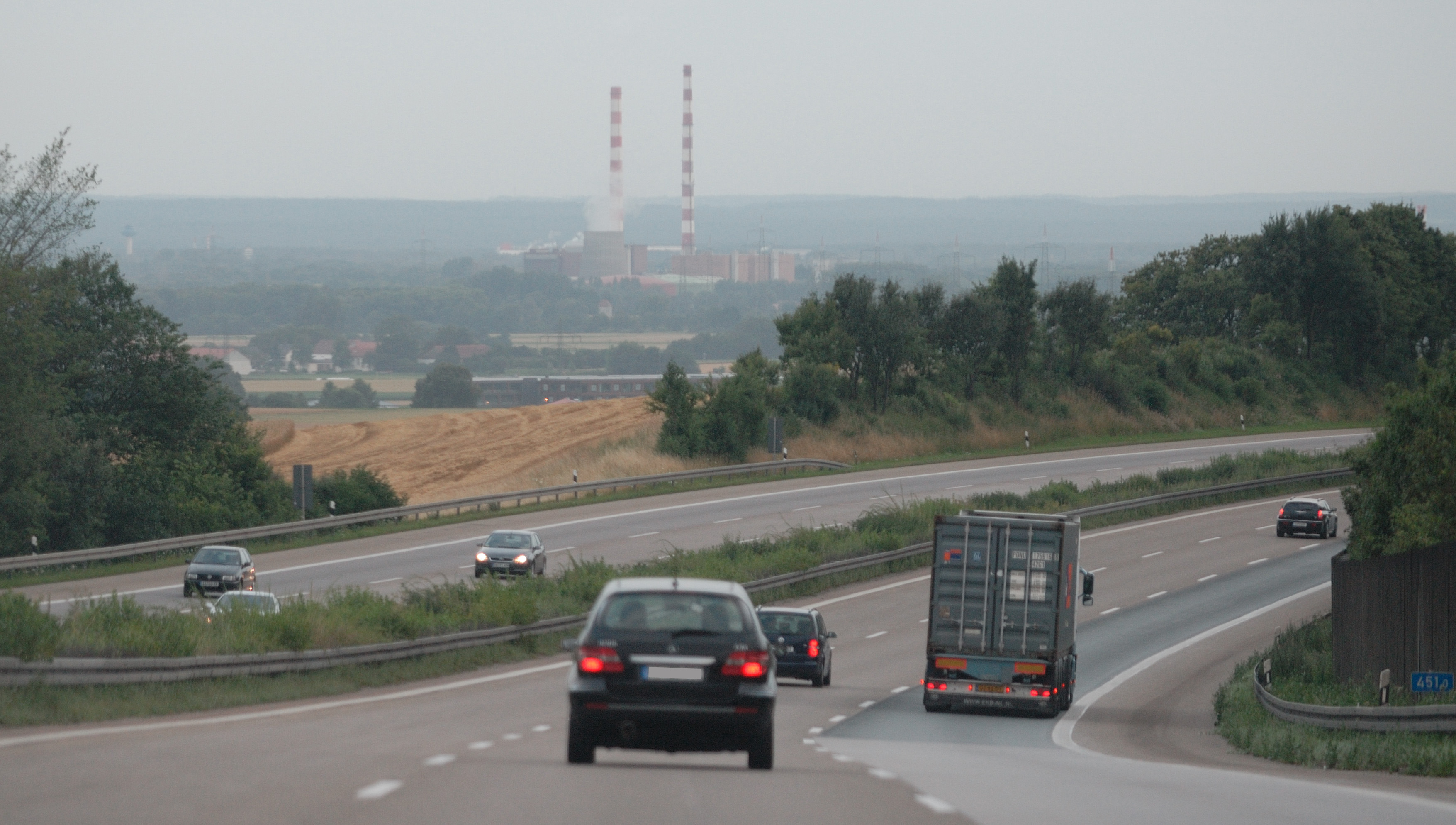
Blick von der A 9 auf das Kraftwerk

Das Kraftwerk Ingolstadt der Uniper Kraftwerke GmbH liegt nahe der Gemeinde Großmehring im Landkreis Eichstätt. 
Es ist heute das einzige mit schwerem Heizöl betriebene Kraftwerk in Bayern. Das Heizöl wird aus den benachbarten Raffinerien bezogen.

## Über das Kraftwerk
Die Blöcke 1 und 2 wurden 1965 in Betrieb genommen, 1973/74 folgten die Blöcke 3 und 4. Derzeit sind noch die Blöcke 3 und 4 in Betrieb, die beiden älteren Blöcke wurden bereits 1994 endgültig stillgelegt. Die Kapazität der Blöcke 3 und 4 beträgt 375 MW bzw. 386 MW netto.
Bis zum 31. März 2015 wurde das Kraftwerk als Mittel- und Spitzenlast-Kraftwerk betrieben. Zu diesem Datum hat der Betreiber die endgültige Stilllegung bei der Bundesnetzagentur angezeigt. Der Übertragungsnetzbetreiber (TenneT) hat wegen der Netzsituation das Kraftwerk daraufhin als systemrelevant gemäß §13b EnWG eingestuft. Dadurch durfte das Kraftwerk nicht endgültig stillgelegt werden und ist seit dem 1. April 2015 in der Netzreserve. Eingesetzt wird es nur noch durch den Übertragungsnetzbetreiber.
Zur Verbesserung des Umweltschutzes hat man 1992 und 1994 die Blöcke mit einer DeNOx-Anlage nach dem SCR-Verfahren, Elektrofilter und Rauchgasentschwefelung nachgerüstet.
Die Kamine des Kraftwerk Ingolstadt sind 200 Meter und 180 Meter hoch.
Der Netzanschluss erfolgt auf der 220-kV-Hochspannungsebene in das Stromnetz des Übertragungsnetzbetreibers Tennet TSO. Es verlaufen 220 kV-Leitungen zu den Umspannwerken Raitersaich und Sittling.

## Übersicht der Stromproduktion
Übersicht der Stromproduktion der Kraftwerksblöcke Ingolstadt 3 und Ingolstadt 4 in TWh.
| Block \ Jahr | 2014 | 2015 | 2016 | 2017 | 2018   | 2019   | 2020   | 2021   | 2022   |
| ------------ | ---- | ---- | ---- | ---- | ------ | ------ | ------ | ------ | ------ |
| Ingolstadt 3 | 0,12 | 0,23 | 0,02 | 0,01 | < 0,01 | 0,01   | < 0,01 | < 0,01 | < 0,01 |
| Ingolstadt 4 | 0,17 | 0,20 | 0,01 | 0,02 | < 0,01 | < 0,01 | < 0,01 | 0,01   | 0,02   |

Die Stromproduktion von 0,01 TWh entspricht dabei einer Vollastproduktion (386 MW netto) von rund 26 Stunden. Folglich sind beide Kraftwerksblöcke in den letzten Jahren nicht signifikant zur Stromproduktion genutzt worden. Auch wenn kein Einsatz des Kraftwerks für die Netzreserve nötig ist, muss die Anlage gelegentliche Probestarts durchführen sowie die in der Genehmigung vorgesehenen Kalibrierungsfahrten.